# مقابر واقع در سورو
مقابر واقع در سورو مربوط به دوره سلجوقیان است و در شهرستان گلشن، بخش مرکزی، روستای سورو واقع شده و این اثر در تاریخ ۲۵ اسفند ۱۳۷۹ با شمارهٔ ثبت ۳۰۶۲ به‌عنوان یکی از آثار ملی ایران به ثبت رسیده است.